# Halk Bankası Spor Kulübü 2017-2018 (pallavolo maschile)
Questa voce raccoglie le informazioni riguardanti l'Halk Bankası Spor Kulübü nelle competizioni ufficiali della stagione 2017-2018.

## Organigramma societario
Area direttiva
- Presidente: Selahattin Süleymanoğlu

Area tecnica
- Allenatore: Slobodan Kovač
- Allenatore in seconda: Taner Atik
- Assistente allenatore: Burak Dirier, Adnan Paşaoğlu

## Rosa
| N° | Nome                | Ruolo | Data di nascita   | Nazionalità sportiva |
| -- | ------------------- | ----- | ----------------- | -------------------- |
| 1  | Mustafa Ramazanoğlu | P     | 5 maggio 1979     | Turchia              |
| 2  | Furkan Aydın        | C     | 15 gennaio 1997   | Turchia              |
| 3  | Ersin Durgut        | O     | 4 agosto 1982     | Turchia              |
| 4  | Nemanja Petrić      | S     | 28 luglio 1987    | Serbia               |
| 5  | Hasan Yeşilbudak    | L     | 11 gennaio 1984   | Turchia              |
| 6  | Abdullah Çam        | S     | 30 marzo 1997     | Turchia              |
| 7  | Lucas Lóh           | S     | 18 gennaio 1991   | Brasile              |
| 8  | Burutay Subaşı      | S/O   | 15 luglio 1990    | Turchia              |
| 9  | Hakkı Çapkınoğlu    | C     | 20 luglio 1990    | Turchia              |
| 10 | Emre Batur          | C     | 21 aprile 1988    | Turchia              |
| 11 | Faik Güneş          | C     | 27 maggio 1993    | Turchia              |
| 12 | Alperay Demirciler  | L     | 1º febbraio 1993  | Turchia              |
| 13 | Berkün Üstündağ     | P     | 4 giugno 2001     | Turchia              |
| 14 | Raydel Hierrezuelo  | P     | 14 luglio 1987    | Cuba                 |
| 15 | Velizar Černokožev  | O     | 23 aprile 1995    | Bulgaria             |
| 19 | Fernando Hernández  | O     | 11 settembre 1989 | Cuba                 |

## Statistiche

### Statistiche di squadra
| Competizione     | Punti | In casa | In casa | In casa | In trasferta | In trasferta | In trasferta | Totale | Totale | Totale |
| Competizione     | Punti | G       | V       | P       | G            | V            | P            | G      | V      | P      |
| ---------------- | ----- | ------- | ------- | ------- | ------------ | ------------ | ------------ | ------ | ------ | ------ |
| Efeler Ligi      | 58,1  | 15      | 15      | 0       | 15           | 12           | 3            | 30     | 27     | 3      |
| Coppa di Turchia | -     | 0       | 0       | 0       | 0            | 0            | 0            | 3      | 3      | 0      |
| Supercoppa turca | -     | -       | -       | -       | -            | -            | -            | 1      | 0      | 1      |
| Champions League | 9     | 4       | 2       | 2       | 4            | 1            | 3            | 8      | 3      | 5      |
| Totale           | -     | 19      | 17      | 2       | 19           | 13           | 6            | 42     | 33     | 9      |

G = partite giocate; V = partite vinte; P = partite perse

### Statistiche dei giocatori
| Giocatore      | Efeler Ligi | Efeler Ligi | Efeler Ligi | Efeler Ligi | Efeler Ligi | Coppa di Turchia | Coppa di Turchia | Coppa di Turchia | Coppa di Turchia | Coppa di Turchia | Supercoppa turca | Supercoppa turca | Supercoppa turca | Supercoppa turca | Supercoppa turca | Champions League | Champions League | Champions League | Champions League | Champions League | Totale | Totale | Totale | Totale | Totale |
| Giocatore      | P           | PT          | AV          | MV          | BV          | P                | PT               | AV               | MV               | BV               | P                | PT               | AV               | MV               | BV               | P                | PT               | AV               | MV               | BV               | P      | PT     | AV     | MV     | BV     |
| -------------- | ----------- | ----------- | ----------- | ----------- | ----------- | ---------------- | ---------------- | ---------------- | ---------------- | ---------------- | ---------------- | ---------------- | ---------------- | ---------------- | ---------------- | ---------------- | ---------------- | ---------------- | ---------------- | ---------------- | ------ | ------ | ------ | ------ | ------ |
| F. Aydın       | 5           | 16          | 9           | 5           | 2           | 0                | 0                | 0                | 0                | 0                | 0                | 0                | 0                | 0                | 0                | 0                | 0                | 0                | 0                | 0                | 5      | 16     | 9      | 5      | 2      |
| E. Batur       | 26          | 168         | 100         | 60          | 8           | 3                | 12               | 6                | 5                | 1                | 1                | 1                | 0                | 1                | 0                | 6                | 35               | 25               | 10               | 0                | 36     | 216    | 131    | 76     | 9      |
| A. Çam         | 25          | 58          | 45          | 8           | 5           | 3                | 0                | 0                | 0                | 0                | 0                | 0                | 0                | 0                | 0                | 6                | 8                | 6                | 1                | 1                | 34     | 66     | 51     | 9      | 6      |
| H. Çapkınoğlu  | 15          | 83          | 47          | 27          | 9           | 0                | 0                | 0                | 0                | 0                | 1                | 6                | 2                | 4                | 0                | 3                | 14               | 11               | 3                | 0                | 19     | 103    | 60     | 34     | 9      |
| V. Černokožev  | 7           | 51          | 41          | 8           | 2           | 0                | 0                | 0                | 0                | 0                | -                | -                | -                | -                | -                | 7                | 25               | 23               | 2                | 0                | 14     | 76     | 64     | 10     | 2      |
| A. Demirciler  | 29          | 0           | 0           | 0           | 0           | 3                | 0                | 0                | 0                | 0                | 1                | 0                | 0                | 0                | 0                | 8                | 0                | 0                | 0                | 0                | 41     | 0      | 0      | 0      | 0      |
| E. Durgut      | 3           | 2           | 2           | 0           | 0           | 0                | 0                | 0                | 0                | 0                | 0                | 0                | 0                | 0                | 0                | 0                | 0                | 0                | 0                | 0                | 3      | 2      | 2      | 0      | 0      |
| F. Güneş       | 25          | 175         | 102         | 53          | 20          | 3                | 17               | 9                | 6                | 2                | 1                | 3                | 3                | 0                | 0                | 8                | 51               | 28               | 18               | 5                | 37     | 246    | 142    | 77     | 27     |
| F. Hernández   | 23          | 450         | 381         | 27          | 42          | 3                | 47               | 38               | 6                | 3                | 1                | 19               | 15               | 2                | 2                | 7                | 105              | 95               | 5                | 5                | 34     | 621    | 529    | 40     | 52     |
| R. Hierrezuelo | 25          | 122         | 56          | 40          | 26          | 3                | 18               | 8                | 6                | 4                | 1                | 1                | 1                | 0                | 1                | 6                | 22               | 11               | 3                | 8                | 35     | 163    | 76     | 49     | 39     |
| L. Lóh         | 24          | 86          | 75          | 7           | 4           | 2                | 2                | 1                | 1                | 0                | 1                | 0                | 0                | 0                | 0                | 8                | 27               | 23               | 4                | 0                | 35     | 115    | 99     | 12     | 4      |
| N. Petrić      | 26          | 360         | 295         | 43          | 22          | 3                | 33               | 27               | 6                | 0                | 1                | 8                | 8                | 0                | 0                | 8                | 85               | 73               | 9                | 3                | 38     | 486    | 403    | 58     | 25     |
| M. Ramazanoğlu | 18          | 16          | 8           | 5           | 3           | 1                | 0                | 0                | 0                | 0                | 1                | 1                | 1                | 0                | 0                | 4                | 3                | 0                | 0                | 3                | 24     | 20     | 9      | 5      | 6      |
| B. Subaşı      | 26          | 363         | 297         | 16          | 50          | 3                | 51               | 44               | 3                | 4                | 1                | 10               | 8                | 1                | 1                | 7                | 83               | 68               | 7                | 8                | 37     | 507    | 417    | 27     | 63     |
| B. Üstündağ    | 2           | 1           | 1           | 0           | 0           | 0                | 0                | 0                | 0                | 0                | -                | -                | -                | -                | -                | 1                | 4                | 3                | 1                | 0                | 3      | 5      | 4      | 1      | 0      |
| H. Yeşilbudak  | 26          | 0           | 0           | 0           | 0           | 3                | 0                | 0                | 0                | 0                | 1                | 0                | 0                | 0                | 0                | 8                | 0                | 0                | 0                | 0                | 38     | 0      | 0      | 0      | 0      |

P = presenze; PT = punti totali; AV = attacchi vincenti; MV = muri vincenti; BV = battute vincenti